# Pour toi Arménie
«Pour toi Arménie» («Для тебе, Вірменіє») — пісня, написана у 1989 р. Шарлем Азнавуром та записана гуртом французьких співаків (а також кількома акторами і телеведучими), які були популярні в той час. Цей благодійний синґл був покликаний допомогти вірменам, які постраждали від страшного Спітакського землетрусу 7 грудня 1988 року. Було продано більше мільйона копій під лейблом Trema-EMI.

## Довідкова інформація та запис
7 грудня 1988 року поблизу Спітаку, а потім і у Радянській Вірменії стався землетрус силою 6,9 балів за шкалою Ріхтера. Радянська влада була абсолютно вражена, після чого у Вірменію почали приїжджати рятувальники з усього світу.
Ця пісня була повністю написана і складена Шарлем Азнавуром, який зробив величезний внесок країні походження своїх батьків і показав своє ставлення до того, що Вірменія завжди була в його серці. Після землетрусу у Вірменії він запросив своїх друзів — співаків, акторів та телеведучих заспівати з ним пісню, присвячену допомозі жертвам цієї трагедії..
У цей самий час у Великій Британії колективний гурт за назвою Рок-допомога Вірменії (англ. Rock Aid Armenia) заспівав пісні Пінк Флойд (англ. Pink Floyd) «Smoke on the Water» з тією ж благодійною метою..

## Виконавці
- Сальваторе Адамо
- Серж Аведікян
- Марсель Амон
- Аміно
- Розі Армен
- Шарль Азнавур
- Катя Азнавур
- Дідьє Барбелів'єн
- Філ Барней
- Жильбер Беко
- Джейн Біркін
- Жерар Бланк
- Рішар Боренже
- Зані Боні
- Карлос
- Жан Карме
- Жан-П'єр Кассель
- Ален Шамфор
- Фредерік Шато
- Люїс Шедід
- Жульєн Клерк
- Ніколь Круазі
- Даллас
- Давід та Джонатан
- Мішель Дельпеш
- Саша Дістель
- Дороті
- Мішель Дрюкер
- Ів Дютей
- Ельза Лунжині
- Жан-П'єр Фуко
- Ролан Жиро
- Рішар Готене
- Фелікс Грай
- Сурж Гуірао
- Джонні Халлідей
- Робер Оссейн
- Зображення
- Жаїро
- Веронік Жанно
- Патрісія Каас
- Кімера
- Давід Ковен
- Жиль Лакост
- Жан-Люк Лахайє
- Франсіс Лаланн
- Серж Лама
- Філіпп Лявіль
- Ліо
- Марі Муріам
- Дідьє Маруані
- Мірей Матьє
- Фред Мелла
- Маша Меріль
- Едді Мітчел
- П'єр Мондю
- Жильбер Монтань
- Ерік Морена
- Нана Мускурі
- Жорж Мустакі
- Тьєррі Мутан
- Накаш
- Ніколетта
- Флоран Паню
- Ванесса Параді
- Попекк
- Жак Кварц
- Рашид
- Серж Реджані
- Рено
- Лін Рено
- П'єр Рішар
- Дік Ріверс
- Патрік Сабат’є
- Анрі Сальвадор
- Мішель Сарду
- Шушана
- Ален Сушон
- Лінда де Суза
- Жан-Марк Тібо
- Франсуа Валері
- Розі Варт
- Ерве Віллар
- Марина Владі
- Лоран Вульзі
- Жак Вебер

## Виступи
Сингл одразу ж отримав велику популярність. 11 лютого 1989 року він став №1 у «French SNEP Singles Chart» (топ 50) і залишався там протягом 10 тижнів. Потім він покинув чарт після 18 тижнів відвідуваності. У цьому ж році сингл став платиновим за французькою класифікацією SNEP.
Пісня на тривалий час увійшла до Книги рекордів Гіннеса, оскільки стала першим синглом, що увійшов до Французького сингл-чарту під №1.
Сингл був також першою появою Шарля Азнавура у Top 50.
| Чарт (1989)               | Найвища позиція |
| ------------------------- | --------------- |
| Eurochart Hot 100         | 23              |
| French SNEP Singles Chart | 1               |